# Psychanalyse de l'enfance
La psychanalyse de l'enfance (ou psychanalyse de l'enfant) est la psychanalyse axée sur l'enfance. 
La psychanalyse, avec Sigmund Freud, s'est intéressée à l’enfance à travers la mise en évidence d'une sexualité infantile et d'une causalité psychique inconsciente conséquente,  susceptible d'avoir des effets tout au long de la vie. À sa suite, Anna Freud, Melanie Klein, Donald Winnicot ou Françoise Dolto se sont plus spécialement consacrés à la compréhension des mécanismes précoces de la constitution du psychisme et ont mis en place dans leur pratique une technique adaptée à la psychanalyse des enfants.

## Histoire
« La psychanalyse d'enfant n'est pas un domaine séparé de la psychanalyse », écrivent Élisabeth Roudinesco et Michel Plon.

Selon Antoine Guedeney, la « psychanalyse de l'enfant » désigne « une application à l'enfant de la cure analytique et des concepts de la psychanalyse pour la compréhension de ses mouvements psychiques et de son développement mental ».

### Origines
Dès le début, la psychanalyse est concernée par l'enfance dans la mesure où la  théorie de la séduction découverte au contact de femmes hystériques par Sigmund Freud renvoie  au trauma « en deux temps » (« cas Emma »), la séduction par l'adulte (le père ou un substitut du père) s'étant passée dans un premier temps antérieur, situé dans l'enfance.

Avec l'abandon en 1897 de la théorie de la séduction dite de la  neurotica, Freud passe à une théorie du fantasme inconscient dans la réalité psychique en même temps qu'il théorise[non neutre] le complexe d'Œdipe. À partir de 1905, dans les Trois essais sur la théorie sexuelle, il reconnaît l'existence de la pulsion sexuelle dans l'organisation sexuelle infantile et l'importance de la sexualité infantile ainsi que son retentissement ultérieur dans toute la vie de l'adulte. Les déviances sexuelles possibles dans la vie adulte avaient été exposées par Freud dans le premier des trois essais .
Pour ce qui est non pas de la théorie mais du traitement psychanalytique des enfants, on ne trouve qu'un exemple relatif à Freud, celui de l'enfant d'un ami à lui Herbert Graf, 5 ans, dit le petit Hans dans Cinq psychanalyses où cette analyse de la phobie d'un enfant de cinq ans est rapportée en 1909. La cure n'est pas menée par Freud lui-même, mais par le père de l'enfant.

### À la suite de Freud
Hermine Hug-Hellmuth a été la première à tenter d'appliquer la méthode psychanalytique directement aux enfants. En 1911, elle publie Analyse eines Traumes eines fünfeinhalbjährigen Jungen qui est son premier écrit psychanalytique et la première occurrence de son pseudonyme. Dans cette étude de cas, elle prend pour objet d'étude Rolf Hug, le fils de sa demi-sœur Antonia Hug. Mais c'est surtout avec Melanie Klein qu'apparaît la notion d' « analyse d'enfant », au sens d'une « définition extensive, à la fois théorique et pratique » de l'analyse d'enfant dans l'histoire de la psychanalyse.
Parmi les premiers psychanalystes, Sándor Ferenczi pose les premières briques d'une interprétation analytique de la vie psychique de l'enfant en reprenant et en faisant progresser la théorie de la séduction dans le cadre de son article sur la « confusion des langues entre l'adulte et l'enfant » (1932). Sur le plan clinique, il décrit en 1913  « la cure du petit Arpad ».
Melanie Klein, dont Ferenczi fut le premier analyste, théorise certains mécanismes plus spécifiques du psychisme de l'« infans », l'enfance d'avant la parole, selon Ferenczi, puis selon Lacan).
Donald Winnicott, pédiatre proche de Klein, met l'accent sur le rôle d'une « mère suffisamment bonne » dans le développement psychique de l'enfant, le rôle de l’environnement maternel réel différent de l'objet « phantasmatique » de M. Klein. En effet, « en découvrant la théorie freudienne, telle qu'elle était alors enseignée, Winnicott s'aperçut que l'on se référait essentiellement au complexe d'Œdipe et que l'on méconnaissait le développement précoce de l'enfant »,.
Sophie Morgenstern, après avoir travaillé à la clinique du Burghölzli auprès d'Eugen Bleuler, pose, avant la Deuxième Guerre mondiale, quelques jalons dans le domaine du traitement des enfants par la psychanalyse en psychiatrie. Elle eut notamment pour élève Françoise Dolto à qui elle demandera d'avant tout écouter les enfants, sans agir elle-même, afin de recueillir d'abord leur parole. Dolto qui toute sa vie affirmera que ce sont les enfants qui lui ont tout appris et défendra le point de vue, à la suite de l'enseignement de Lacan, d'avoir à les appréhender  comme des sujets dès le plus jeune âge, bien avant l'âge « œdipien », ce qui fera débat tout au long du XXe siècle!
En Suisse, la psychologue Madeleine Rambert forme dès 1942 une école de psychanalyse d'enfants : on retient d'elle notamment sa technique du « Jeu de guignol ».

### Les principaux théoriciens

#### Melanie Klein
Melanie Klein envisage la psychanalyse des enfants dans la lignée de Sándor Ferenczi et à partir des travaux de Karl Abraham, ses deux analystes, Melanie Klein s'attache à étendre les théories freudiennes pour leur permettre d'intégrer l'enfance depuis la naissance. Elle reste en opposition constante avec Anna Freud, et une référence en matière de décryptage des mécanismes de la petite enfance. Melanie Klein a conceptualisé et théorisé les positions : Position schizo-paranoïde et Position dépressive. Ses concepts feront l'objet de vulgarisations par ses successeurs avant d'intégrer les concepts de psychanalyse élémentaires. Dès 1920, elle développe une application de la cure psychanalytique qu’elle transpose pour les enfants grâce à la technique du jeu.

#### Anna Freud: Le traitement psychanalytique des enfants
Anna Freud, quant à elle, a une application toute différente de la thérapie à mettre en œuvre avec les enfants. Elle écrit La psychanalyse des enfants où elle cherche l'application des principes de son père, mais elle cherche surtout à instaurer un transfert positif entre le patient enfant et l'analyste. Elle considère comme Freud que le surmoi n'apparaît que tardivement, ce qui lui sera largement reproché, au point souvent d'oublier ses apports qui concernent donc l'enfance au sens large, englobant l'adolescence. 
Elle décrit notamment des lignes de développements qui mènent à l'état adulte en distinguant des passages :
- de l'état de dépendance à l'autonomie affective et au taux de relation d'objet de type adulte
- de l'allaitement à l'alimentation rationnelle
- de l'incontinence au contrôle des sphincters et urétral
- de l'insouciance au sens des responsabilités en ce qui concerne la manière de traiter son propre corps
- de l'égocentrisme à la camaraderie
- du corps au jouet et du jeu au travail.

#### Donald Winnicott: La théorie de la relation parent-nourrisson
Hors de ce conflit, bien que proche de Mélanie Klein, Donald Winnicott tisse un ensemble de théories, moins nécessairement liées aux concepts et surtout au langage freudien, mais réputées beaucoup plus accessibles au néophyte. Il forme un troisième clan, il apporte surtout des explications inédites sur les logiques de mise en place de la psyché du nourrisson, en appliquant et en développant les concepts de Mélanie Klein. 
Il ajoute, entre autres, les idées de mère suffisamment bonne, de vrai et faux self, ainsi que celle d'objet transitionnel.

#### René Spitz: L'embryogenèse du moi
René Spitz effectue un travail sur le développement de la naissance à la parole, notamment sur l'état de dépression de l'enfant abandonné. 
Il crée les notions de dépression anaclitique et d'hospitalisme.

#### Françoise Dolto: psychanalyse et pédiatrie
Françoise Dolto développe l'application de la psychanalyse à l'enfance, comme elle l'explique dans sa thèse en 1939 : Psychanalyse et pédiatrie.
Elle met en avant le fait de considérer l'enfant depuis son plus jeune âge comme un individu à part entière, doué de compréhension et capable d'expression, avec qui il faut communiquer de façon vraie.
Elle précise, entre autres, le rapport de l'enfant à l'image du corps, et explique d'une façon nouvelle le rôle du père dès le plus jeune âge.

### La scission Anna Freud, Melanie Klein
Un débat s'établit donc très tôt entre les idées d'Anna Freud et celles de Melanie Klein, mais il ne devient réellement houleux qu'à partir de l'émigration de Sigmund et Anna Freud à Londres, en 1938, puis après la mort de Freud en 1939.
La psychanalyse des enfants se heurte à la définition même du transfert, soit la réédition de relations infantiles. Ce point central, tant débattu, amène la psychanalyse à réinterroger sa pratique. 
Anna Freud note quatre points de la psychanalyse classique : 
- reconstruction du passé (s'appuyant sur la mémoire du patient) ;
- interprétation des rêves ;
- association libre ;
- interprétation du transfert.

Pour Anna Freud, ces quatre points seraient impossibles dans la psychanalyse de l'enfant. L'enfant est dépendant des parents et ne pourrait développer de transfert. Il faudrait donc modifier la méthode, la mâtinant de pédagogie. 
Melanie Klein réfute ces quatre points et propose, elle, en utilisant le dessin au lieu du rêve, d'appliquer à la psychanalyse des enfants les mêmes règles fondamentales qu'avec les patients adultes. Il ne s'agit cependant pas de prendre la psychanalyse de l'adulte mais bien d'apprendre à travailler avec l'enfant, ce qui permet la formation d'une complète névrose de transfert. 
Elle sera conduite, en s'inspirant également des travaux de Karl Abraham, à postuler des positions psychiques très précoces, décelant le nourrisson dans l'enfant à partir de mouvements transférentiels justement très — trop — marqués chez l'enfant. Le deuxième grand groupe se constitue donc des kleiniens. 
Cette controverse va de pair avec d'autres différends sur la théorie de la métapsychologie. Ce groupe fut le point de départ de l'egopsychology, pour son intérêt envers la fonction d'adaptation du Moi.
De même on va voir se constituer le courant, qualifié de kleinien, de ceux qui vont prolonger les théories fondées par Melanie Klein, parmi lesquels on peut citer Wilfred Bion. On parle plutôt, aujourd'hui, du mouvement néokleinien.

## Principes
La psychanalyse s'intéressa d'abord à l'enfant dans l'adulte, mais : « Si Freud est le premier à découvrir chez l'adulte l'enfant refoulé, Melanie Klein, par le biais de l'intérêt porté à la psychose et aux relations archaïques à la mère, est la première à repérer chez l'enfant ce qui est déjà refoulé, c'est-à-dire le nourrisson » (É. Roudinesco et M. Plon).

### Buts
Freud théorise des stades de développement psychosexuels, et Ferenczi questionne la figure du nourrisson savant. (C'est d'ailleurs Ferenczi qui conseille à Melanie Klein de s'engager dans la psychanalyse des enfants.)
Les psychanalystes précurseurs espéraient, pour certains, éviter aux futurs adultes la névrose alors pensée comme le résultat d'une éducation problématique. 
L'enjeu de la psychanalyse de l'enfant ne se situait pas dans l'éducation d'hommes et de femmes non névrosés. L'analyse des enfants amena une nouvelle compréhension de la différence entre infantile et enfance. Elle produisit de nouvelles théories sur la vie psychique des origines, qu'il s'agisse de la position paranoïde-schizoïde chez Melanie Klein, de la régression environnementale chez Winnicott ou encore du processus originaire chez Piera Aulagnier. Les effets de l'abandon, des séparations précoces ont fait l'objet d'études de psychanalystes comme René Spitz, en France Myriam David entre autres. La question du rapport de l'enfant à son corps, plaisirs, douleurs et maladies a été particulièrement investiguée par des analystes comme Michel Fain, Léon Kreisler, Michel Soulé dans leur approche psychosomatique.

### Enfant et infantile
Si la psychanalyse révèle l'infantile dans l'adulte, et questionne la fixation au trauma sexuel, la psychanalyse de l'enfant pose plusieurs questions. Lesquelles ?

### Psychanalyse d'enfants et d'adultes
Les techniques de la psychanalyse d'enfants sont pour certaines applicables à la psychanalyse de l'adulte, ce sur quoi Ferenczi fonda précocement une part de sa pratique clinique. La conception du jeu en émergea et ne cessa depuis de se développer.

### Spécificités de l'analyse d'enfant
Comme la psychanalyse de l'adulte, celle de l'enfant pose des questions comme la fréquence de l'interprétation — faut-il par exemple interpréter d'emblée le transfert négatif ? La psychanalyse de l'enfant a cependant sa particularité. Elle soulève des problèmes inédits tels que :
- la connaissance que le psychanalyste a de l'enfant ;
- l'impossibilité d'éviter le contact avec l'entourage ;
- l'inévitable recours à l'encouragement, la pédagogie ;
- la massivité (et la rapidité) des mouvements transférentiels.

La place des parents y est importante. Par exemple, les parents seront les auteurs de la demande de psychanalyse et ils devront assurer une partie du respect du cadre.